# Tadeusz Skoczek
Tadeusz Skoczek (ur. 5 lutego 1955 w Proszówkach) – polski medioznawca, wydawca, publicysta, krytyk literacki, doktor nauk humanistycznych. Od 2010 dyrektor Muzeum Niepodległości w Warszawie.

## Życiorys
Debiutował w 1976 roku w „Życiu Literackim” oraz w jednodniówce „Żaczek”. Absolwent filologii polskiej Uniwersytetu Jagiellońskiego, gdzie studiował też dziennikarstwo i religioznawstwo. Doktor nauk humanistycznych (Uniwersytet Kardynała Stefana Wyszyńskiego, promotor ks. prof. dr hab. Henryk Skorowski). Związany z kulturą studencką i pismami akademickimi. Kierował programami klubów „Nowy Żaczek” i „Rotunda” (1975–1981). Był członkiem Środowiskowej Rady Klubów Studenckich w Krakowie i wiceprzewodniczącym Ogólnopolskiej Rady Klubów Studenckich. Pracował w Wydziale Kultury Urzędu Miasta Krakowa (1981–1984), był dyrektorem Ośrodka Sztuk Wizualnych „Kinoteatr Związkowiec” (1990–1992).
Współorganizator reaktywacji legendarnego dwutygodnika „Student” i jego redaktor naczelny (do 1990). Korespondent krakowskiej popołudniówki „Echo Krakowa” i kierownik działu kultury „Dziennika Polskiego”. Założyciel i redaktor „Notesu Jazzowego” (1980–1989), studenckiego magazynu filmowego „Powiększenie” (1980–1989), kwartalników „Obrzeża” i „Matecznik”. Sekretarz redakcji pisma „Zdanie”, kierownik krakowskiego oddziału miesięcznika „Jutro” i redaktor naczelny tygodnika „Wieści”. Redagował „Notatnik Klubowy” (periodyk Ośrodka Kultury Wsi „Scena Ludowa” oraz taki sam tytuł jako organ Ogólnopolskiej Rady Klubów Studenckich), współtworzył „Magazyn Studencki”, a także pismo filozoficzno-artystyczne „Koniec Wieku”. Wydawał prestiżowy kwartalnik „Regiony” redagowany przez Wiesława Myśliwskiego i Mariana Pilota. Był felietonistą „Głosu Nowej Huty”, „Tygodnika Obywatelskiego”, tygodnika „Tak i Nie”.
Twórca miesięcznika „Ziemia Bocheńska” (1991), który dzisiaj jest największą gazetą lokalną Małopolski. W latach 1989–1998 redagował z Janem Poprawą miesięcznik Stowarzyszenia Autorów Polskich „Suplement”. Wraz ze Stanisławem Bukowcem i Janem Poprawą założyli w 2006 roku kwartalnik „Piosenka”.
Założyciel Krakowskiego Wydawnictwa Akademickiego działającego w strukturach Akademickiego Biura Kultury i Sztuki „Alma-Art”. Redaktor i wydawca wielu publikacji w Prowincjonalnej Oficynie Wydawniczej, którą założył w 1989 roku oraz w Prowincjonalnej Oficynie Wydawniczej „Exartim” (1991–1993). Prezes Oficyny Cracovia (1993–1996) oraz dyrektor wydawnictw encyklopedycznych „Opress” i „Albatros” (1995–1998). Redaktor dziesięciotomowej „Historii Literatury Światowej” przygotowywanej dla Wydawnictwa SMS, współredaktor prestiżowej serii „Poeci Krakowa”- wraz ze Stanisławem Dziedzicem i Januszem Paluchem, inicjator serii „Bocheńska Biblioteka Poetów”, redaktor „Dzieł wybranych” Adama Zielińskiego wraz z Leszkiem Żulińskim dla Ludowej Spółdzielni Wydawniczej, inicjator serii wydawniczej „Ex Oriente Lux” wraz z Janem Sękiem dla Akademii Historii Literatury Polskiej i Słowiańskiej (Lublin – Bolonia).
Od 1995 roku związany z mediami elektronicznymi, jako członek rady nadzorczej Radia Kraków (1995–1998), członek Zarządu Telewizji Polskiej SA (1998–2004), kierownik Działu Rozwoju Telewizji Regionalnej (2004–2006), Rady Nadzorczej Polskiego Radia SA (od 2009). Był członkiem rady nadzorczej TNS OBOP, Członkiem rady nadzorczej Drukarni Narodowej w Krakowie, przewodniczył radom nadzorczym Wydawnictwa Ludowego Sp. z o.o. i Ludowej Spółdzielni Wydawniczej. Członek Rady Senioralnej Fundacji im. Karola E. Lewakowskiego (2000–2010), członek założyciel Towarzystwa Inicjatyw Społecznych „Nowy Świat”, Stowarzyszenia „Ars Populi”, Instytutu Władysława Orkana, Instytutu Władysława Hasiora, Instytutu Mediów Regionalnych i Lokalnych.
W latach 2007–2009 wicedyrektor Muzeum Narodowego w Warszawie, od 2010 dyrektor Muzeum Niepodległości.

## Kariera naukowa
- Wykładowca w Katedrze Gospodarki i Administracji Publicznej Akademii Ekonomicznej w Krakowie
- Wykładowca w Studium Dziennikarskim krakowskiej Akademii Pedagogicznej
- Wykładowca w Wyższej Szkole Pedagogiki Resocjalizacyjnej „Pedagogium” w Warszawie
- Wykładowca na Podyplomowych Studiach „Dziennikarstwo i Zarządzanie Informacją” w SGGW

## Ważniejsze wyróżnienia
- Nagroda im. Ignacego Solarza (1981)
- Nagroda im. Stanisława Wyspiańskiego (1985)
- Nagroda Komisji Historycznej Ruchu Studenckiego (1987)
- Nagroda Miasta Krakowa (1990)
- Tytuł honorowego Ambasadora Bochni (1999)
- Nagroda im. Jana Adamczewskiego (2003)
- Nagroda im. Andrzeja Potoka (2007)
- Krzyż Kawalerski Orderu Odrodzenia Polski (15 października 2004, postanowieniem prezydenta RP Aleksandra Kwaśniewskiego za wybitne zasługi dla kultury polskiej)[2]